# 중국국가도서관

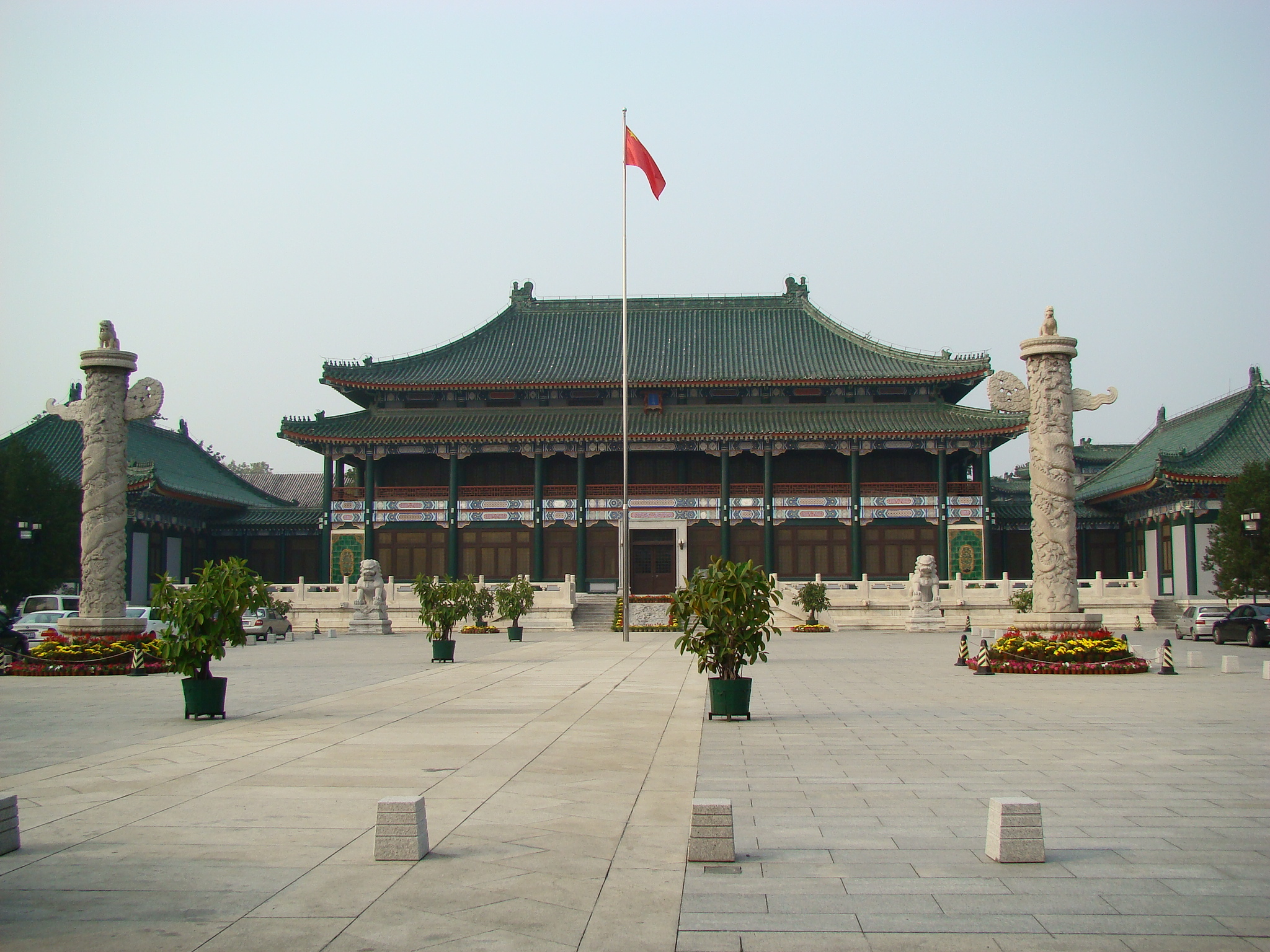
중국국가도서관

중국국가도서관(중국어: 中国国家图书馆, National Library of China, NLC)은 중화인민공화국 베이징시에 있는 국립 도서관이다. 아시아 최대, 세계에서 다섯 번째 규모의 도서관으로 장서수는 2003년말 기준 약 2,400여만 점에 달한다.

## 다른 이름
중국의 국가총서고(國家總書庫), 국가서목중심(國家書目中心), 국가고적보호중심(國家古籍保護中心), 국가전적박물관(國家典籍博物館)이다.

## 위치
총관은 북경시 해전구 중관촌 남대 33호에 있고, 분관(고적관)은 북경시 서성구 문진가에 있다.
총관은 1987년에 완공한 남구와 2008년에 완공한 북구로 구성된다. 남구의 주루는 한닽풍의 쌍탐형 고루이다. 몸통은 흰색이며, 지붕에는 물을 상징하는 남색 기와를 얹어 불을 경계하는 뜻을 담았다. 이 주루는 서고로 쓰이며 지상 19층, 지하 3층으로 2천만권의 책을 수용할 수 있다. 북구는 현대식 건물이며, 문진가 분관의 관사는 명청풍의 궁전식 건물이다.

## 역사
1909년 9월 9일 선통제가 학보상서 장지동의 주청을 받아들여 경사도서관(京師圖書館)건립을 비준했다. 무전손을 정감독에 임명하고 관하를 북경 십찰해 북안 광화사에 두었다. 초대관장은 무전손이다.
신해혁명 후에 중화민국 북경정부 교육부가 국립경사도서관으로 개명하고, 1912년 8월 27일에 개관했다. 이때 루쉰과 하증우가 경사도서관의 업무를 주관하였다.
건립 초기 청 조정과 북양정보는 도서관 경비를 댈 수 없었지만, 경사도서관 고적관은 장서가 풍부했고, 기부금으로 국가도서관으로서의 기능을 갖추어 나갔다. 1916년부터 국내 출판물을 정식으로 납본받음으로써 국가도서관으로서의 구실을 했으며, 1917년에는 건물을 방가호동의 국자감 남학의 구지로 옮겼다.
1928년 남경에 국민정부가 들어서자 7월에 국립북평도서관(國立北平圖書館)으로 개명하고 대학원에 예속시켰다. 1929년 8월, 경비를 대기 위하여 남경 국민정부 교육부와 중화교육문화기금동사회(中華教育文化基金董事會, '중기회'로 간칭)가 협정을 맺어 국립북평도서관과 중기회 소속의 북해도서관(北海圖書館)을 합병하였다. 합병 후에도 명칭은 그대로 했고 국립북평도서관위원회이 도서관을 운영했다.
1931년 새 건물을 완공했으며, 지금의 고적관으로 사용하고 있다. 외관은 중국 전통 궁전식, 내부 설비는 서양식으로 건설하여 당시 중국 최대ㆍ최고의 도서관으로 자리 잡았다. 이 건물을 완공한 후 승덕(承德) 문진각(文津閣)에 보관했던 사고전서를 모두 옮겨 왔고, 거리 이름도 문진가로 바꾸었다.
항일전생 기간에 도서관의 일부 장서와 직원은 남쪽으로 피난하여 상해, 홍콩, 곤명, 중경 등에 사무처를 세웠고, 항일전쟁 이후 미국 국회도서관에 보관했던 선본서(善本書)와 남경에서 대북으로 가져간 내각대여고여도(內閣大庫輿圖 18상자는 돌아오지 않았다.
중화인민공화국성립 후 문화부에 소속되었다. 1949년 9월 27일에는 국립북경도서관으로, 1951년 6월에는 북경도서관으로 개명했다. 1957년에는 국무원이 북경도서관을 전국제일중심도서관위원회의 주임 기관으로 정하여 도서의 분류, 목록, 인원 배양 등을 주관하게 함으로써 실질적으로 국가도서관의 구실을 하게 되었다.1958년 6월에는 북경시에 소속시켰다가 1960년 11월에 다시 문화부에 귀속시켰다.
1975년 3월 저우언라이 총리가 북경도서관 신관 건설을 제의하고 비준하였고, 1987년에 완공되었다. 그 후 1998년 12월 12일 국무원의 비준을 거쳐 북경도서관을 국가도서관으로 개명하였다.
2004년 12월 28일, 국가도서관 2기 공정 및 국가디지털도서관(國家數字圖書館) 공정을 착공하여 총관의 북구 관사를 2008년 9월 9일에 개관하였다. 북구 지역은 도서 이외에도 음악, 영화, 디지털자료 등 다중매체 정보를 제공하고 있다.